# FK Sparta Doly Kladno
FK Sparta Doly Kladno (také FK Sparta Kladno) je kladenský fotbalový klub založený v roce 1906 (jeden z nejstarších českých), který hraje zápasy ve III. třídě okresu Kladno.

## Historie
Klub hrával sto let na hřišti za Billou nedaleko vlakové stanice Kladno město. Okolo roku 1913 byl předsedou klubu tehdejší politik sociální demokracie Antonín Zápotocký. Klub poté nemohl pozemky pod hřištěm odkoupit, a tak hřiště soukromého vlastníka chátralo. Od roku 2012 původní hřiště využívají baseballisté a softbalistky, v roce 2016 město směnilo pozemky a hřiště bylo postupně modernizováno do odpovídajících parametrů pro uvedené sporty. V posledních letech si fotbalisté Sparty pronajímají spolu s částí klubu SK Kladno zrekonstruované travnaté hřiště FK Rozdělov ve stejnojmenné městské části, které je ve vlastnictví města a ve správě SAMK. V roce 2021 přichází tým i o hřiště v Rozdělově a stěhuje se do nedaleké obce Braškov.
Od sezóny 2021/22 se tým slučuje s týmem SK Braškov (I.B třída ) a dále bude nastupovat ve III. třídě okresu Kladno jako SK Braškov "B"

### Historické názvy
- SK Sparta Kladno (1920)
- JTO Sokol Sparta Kladno (1948)
- 1948 – fúze se Sokolem Ocelárny Kladno a Sdružení tělovýchovných amatérských klubů Letná Kladno ⇒ ZSJ SONP Kladno (Závodní sokolská jednota Spojené ocelárny národní podnik Kladno)
- FK Sparta Doly Kladno
- SK Braškov "B" (2021)

## Sportovní úspěchy
Již okolo roku 1920 se klub objevoval ve Středočeské župě a následně třikrát postoupil do Středočeské divize. Po roce 2000 hrál klub Okresní přebor.
- 1934,1938,1946: postup do Středočeské divize

### Mužstvo A
Stručný přehled
Zdroj: 
- 1920–1921 : Mistrovství Středočeské župy
- 1934–1937: Středočeská divize
- 1937–1938: I. A třída
- 1938–1940: Středočeská divize
- 1940–1964: I. A třída
- 1946–1948: Středočeská divize
- 1948: Zemská soutěž
- –2011 : II. třída okresu Kladno
- 2011– : III. třída okresu Kladno – sk. A

Jednotlivé ročníky
Zdroj: 
Legenda: Z – zápasy, V – výhry, R – remízy, P – porážky, VG – vstřelené góly, OG – obdržené góly, +/− – rozdíl skóre, B – body, červené podbarvení – sestup, zelené podbarvení – postup, fialové podbarvení – reorganizace, změna skupiny či soutěže
| Československo (1919 – 1938)             |                                                                                  |                                                                                  |                                                                                  |                                                                                  |                                                                                  |                                                                                  |                                                                                  |                                                                                  |                                                                                  |                                                                                  |                                                                                  |                        |
| Sezóny                                   | Liga                                                                             | Úroveň                                                                           | Z                                                                                | V                                                                                | R                                                                                | P                                                                                | VG                                                                               | OG                                                                               | +/-                                                                              | B                                                                                | Pozice                                                                           |                        |
| 1919                                     | Kladenská župa                                                                   |                                                                                  | 6                                                                                | 4                                                                                | 1                                                                                | 1                                                                                | 28                                                                               | 7                                                                                | +21                                                                              | 9                                                                                | 2.                                                                               |                        |
| 1920                                     | Mistrovství Středočeské župy                                                     |                                                                                  | 11                                                                               | 7                                                                                | 0                                                                                | 4                                                                                | 27                                                                               | 24                                                                               | +3                                                                               | 14                                                                               | 4.                                                                               |                        |
| 1921                                     | Mistrovství Středočeské župy                                                     |                                                                                  | 11                                                                               | 5                                                                                | 1                                                                                | 5                                                                                | 24                                                                               | 28                                                                               | –4                                                                               | 11                                                                               | 6.                                                                               |                        |
| 1922                                     | Středočeská župa                                                                 |                                                                                  | 13                                                                               | 3                                                                                | 4                                                                                | 6                                                                                | 15                                                                               | 18                                                                               | +3                                                                               | 10                                                                               | 10.                                                                              |                        |
| ...                                      |                                                                                  |                                                                                  |                                                                                  |                                                                                  |                                                                                  |                                                                                  |                                                                                  |                                                                                  |                                                                                  |                                                                                  |                                                                                  |                        |
| 1933/34                                  | Mistrovství Středočeské župy                                                     | 3                                                                                |                                                                                  |                                                                                  |                                                                                  |                                                                                  |                                                                                  |                                                                                  |                                                                                  |                                                                                  | ?.                                                                               |                        |
| 1934/35                                  | Středočeská divize                                                               | 2                                                                                | 22                                                                               | 10                                                                               | 3                                                                                | 9                                                                                | 58                                                                               | 54                                                                               | +4                                                                               | 23                                                                               | 4.                                                                               |                        |
| 1935/36                                  | Středočeská divize                                                               | 2                                                                                | 26                                                                               | 8                                                                                | 5                                                                                | 13                                                                               | 53                                                                               | 66                                                                               | –13                                                                              | 21                                                                               | 10.                                                                              |                        |
| 1936/37                                  | Středočeská divize                                                               | 2                                                                                | 26                                                                               | 4                                                                                | 6                                                                                | 16                                                                               | 33                                                                               | 74                                                                               | –41                                                                              | 14                                                                               | 14.                                                                              |                        |
| 1937/38                                  | I. A třída                                                                       | 3                                                                                |                                                                                  |                                                                                  |                                                                                  |                                                                                  |                                                                                  |                                                                                  |                                                                                  |                                                                                  | ?.                                                                               |                        |
| 1938/39                                  | Středočeská divize                                                               | 2                                                                                | 24                                                                               | 13                                                                               | 2                                                                                | 9                                                                                | 66                                                                               | 72                                                                               | –6                                                                               | 28                                                                               | 4.                                                                               |                        |
| Protektorát Čechy a Morava (1939 – 1944) |                                                                                  |                                                                                  |                                                                                  |                                                                                  |                                                                                  |                                                                                  |                                                                                  |                                                                                  |                                                                                  |                                                                                  |                                                                                  |                        |
| Sezóna                                   | Liga                                                                             | Úroveň                                                                           | Z                                                                                | V                                                                                | R                                                                                | P                                                                                | VG                                                                               | OG                                                                               | +/-                                                                              | B                                                                                | Pozice                                                                           |                        |
| 1939/40                                  | Středočeská divize                                                               | 2                                                                                | 26                                                                               | 5                                                                                | 2                                                                                | 19                                                                               | 43                                                                               | 91                                                                               | –48                                                                              | 12                                                                               | 14.                                                                              |                        |
| 1940/41                                  | I. A třída                                                                       | 3                                                                                |                                                                                  |                                                                                  |                                                                                  |                                                                                  |                                                                                  |                                                                                  |                                                                                  |                                                                                  | ?.                                                                               |                        |
| ...                                      |                                                                                  |                                                                                  |                                                                                  |                                                                                  |                                                                                  |                                                                                  |                                                                                  |                                                                                  |                                                                                  |                                                                                  |                                                                                  |                        |
| 1944/45                                  | Fotbalová liga se nehrála z důvodu postupu válečné fronty na území protektorátu. | Fotbalová liga se nehrála z důvodu postupu válečné fronty na území protektorátu. | Fotbalová liga se nehrála z důvodu postupu válečné fronty na území protektorátu. | Fotbalová liga se nehrála z důvodu postupu válečné fronty na území protektorátu. | Fotbalová liga se nehrála z důvodu postupu válečné fronty na území protektorátu. | Fotbalová liga se nehrála z důvodu postupu válečné fronty na území protektorátu. | Fotbalová liga se nehrála z důvodu postupu válečné fronty na území protektorátu. | Fotbalová liga se nehrála z důvodu postupu válečné fronty na území protektorátu. | Fotbalová liga se nehrála z důvodu postupu válečné fronty na území protektorátu. | Fotbalová liga se nehrála z důvodu postupu válečné fronty na území protektorátu. | Fotbalová liga se nehrála z důvodu postupu válečné fronty na území protektorátu. |                        |
| Československo (1945 – 1993)             |                                                                                  |                                                                                  |                                                                                  |                                                                                  |                                                                                  |                                                                                  |                                                                                  |                                                                                  |                                                                                  |                                                                                  |                                                                                  |                        |
| Sezóna                                   | Liga                                                                             | Úroveň                                                                           | Z                                                                                | V                                                                                | R                                                                                | P                                                                                | VG                                                                               | OG                                                                               | +/−                                                                              | B                                                                                | Pozice                                                                           |                        |
| 1945/46                                  | I. A třída                                                                       | 3                                                                                |                                                                                  |                                                                                  |                                                                                  |                                                                                  |                                                                                  |                                                                                  |                                                                                  |                                                                                  | ?.                                                                               |                        |
| 1946/47                                  | Středočeská divize                                                               | 2                                                                                | 26                                                                               | 14                                                                               | 2                                                                                | 10                                                                               | 69                                                                               | 62                                                                               | +7                                                                               | 30                                                                               | 2.                                                                               |                        |
| 1947/48                                  | Středočeská divize                                                               | 2                                                                                | 28                                                                               | 18                                                                               | 5                                                                                | 5                                                                                | 91                                                                               | 47                                                                               | +44                                                                              | 41                                                                               | 2.                                                                               |                        |
| 1948                                     | Zemská soutěž                                                                    | 2                                                                                | 11                                                                               | 5                                                                                | 1                                                                                | 5                                                                                | 36                                                                               | 31                                                                               | +5                                                                               | 11                                                                               | 5.                                                                               |                        |
| 1948/1949                                | fúze kladenských klubů                                                           | fúze kladenských klubů                                                           | fúze kladenských klubů                                                           | fúze kladenských klubů                                                           | fúze kladenských klubů                                                           | fúze kladenských klubů                                                           | fúze kladenských klubů                                                           | fúze kladenských klubů                                                           | fúze kladenských klubů                                                           | fúze kladenských klubů                                                           | fúze kladenských klubů                                                           | fúze kladenských klubů |
| ...                                      |                                                                                  |                                                                                  |                                                                                  |                                                                                  |                                                                                  |                                                                                  |                                                                                  |                                                                                  |                                                                                  |                                                                                  |                                                                                  |                        |
| Česko (1993 – )                          |                                                                                  |                                                                                  |                                                                                  |                                                                                  |                                                                                  |                                                                                  |                                                                                  |                                                                                  |                                                                                  |                                                                                  |                                                                                  |                        |
| Sezóny                                   | Liga                                                                             | Úroveň                                                                           | Z                                                                                | V                                                                                | R                                                                                | P                                                                                | VG                                                                               | OG                                                                               | +/−                                                                              | B                                                                                | Pozice                                                                           |                        |
| ...                                      |                                                                                  |                                                                                  |                                                                                  |                                                                                  |                                                                                  |                                                                                  |                                                                                  |                                                                                  |                                                                                  |                                                                                  |                                                                                  |                        |
| 2004/05                                  | II. třída okresu Kladno                                                          | 8                                                                                | 26                                                                               | 10                                                                               | 6                                                                                | 10                                                                               | 45                                                                               | 49                                                                               | –4                                                                               | 36                                                                               | 9.                                                                               |                        |
| 2005/06                                  | II. třída okresu Kladno                                                          | 8                                                                                | 26                                                                               | 10                                                                               | 3                                                                                | 13                                                                               | 49                                                                               | 61                                                                               | –12                                                                              | 33                                                                               | 7.                                                                               |                        |
| 2006/07                                  | II. třída okresu Kladno                                                          | 8                                                                                | 26                                                                               | 8                                                                                | 5                                                                                | 13                                                                               | 38                                                                               | 58                                                                               | –20                                                                              | 29                                                                               | 11.                                                                              |                        |
| 2007/08                                  | II. třída okresu Kladno                                                          | 8                                                                                | 26                                                                               | 13                                                                               | 1                                                                                | 12                                                                               | 46                                                                               | 50                                                                               | –4                                                                               | 40                                                                               | 6.                                                                               |                        |
| 2008/09                                  | II. třída okresu Kladno                                                          | 8                                                                                | 26                                                                               | 10                                                                               | 1                                                                                | 15                                                                               | 44                                                                               | 74                                                                               | –30                                                                              | 31                                                                               | 9.                                                                               |                        |
| 2009/10                                  | II. třída okresu Kladno                                                          | 8                                                                                | 26                                                                               | 8                                                                                | 3                                                                                | 15                                                                               | 49                                                                               | 63                                                                               | –14                                                                              | 27                                                                               | 12.                                                                              |                        |
| 2010/11                                  | II. třída okresu Kladno                                                          | 8                                                                                | 26                                                                               | 6                                                                                | 2                                                                                | 18                                                                               | 44                                                                               | 62                                                                               | –18                                                                              | 20                                                                               | 14.                                                                              |                        |
| 2011/12                                  | III. třída okresu Kladno – sk. A                                                 | 9                                                                                | 26                                                                               | 15                                                                               | 4                                                                                | 7                                                                                | 63                                                                               | 43                                                                               | +20                                                                              | 49                                                                               | 4.                                                                               |                        |
| 2012/13                                  | III. třída okresu Kladno – sk. A                                                 | 9                                                                                | 26                                                                               | 14                                                                               | 2                                                                                | 10                                                                               | 67                                                                               | 50                                                                               | +17                                                                              | 44                                                                               | 5.                                                                               |                        |
| 2013/14                                  | III. třída okresu Kladno – sk. A                                                 | 9                                                                                | 26                                                                               | 10                                                                               | 14                                                                               | 12                                                                               | 63                                                                               | 74                                                                               | –11                                                                              | 37                                                                               | 9.                                                                               |                        |
| 2014/15                                  | III. třída okresu Kladno – sk. A                                                 | 9                                                                                | 24                                                                               | 6                                                                                | 3                                                                                | 15                                                                               | 46                                                                               | 64                                                                               | –18                                                                              | 24                                                                               | 12.                                                                              |                        |
| 2015/16                                  | III. třída okresu Kladno – sk. A                                                 | 9                                                                                | 26                                                                               | 9                                                                                | 5                                                                                | 12                                                                               | 53                                                                               | 58                                                                               | –5                                                                               | 33                                                                               | 10.                                                                              |                        |
| 2016/17                                  | III. třída okresu Kladno – sk. A                                                 | 9                                                                                | 26                                                                               | 16                                                                               | 5                                                                                | 5                                                                                | 83                                                                               | 44                                                                               | +39                                                                              | 56                                                                               | 3.                                                                               |                        |
| 2017/18                                  | III. třída okresu Kladno – sk. A                                                 | 9                                                                                | 26                                                                               | 10                                                                               | 6                                                                                | 10                                                                               | 70                                                                               | 66                                                                               | +4                                                                               | 38                                                                               | 8.                                                                               |                        |
| 2018/19                                  | III. třída okresu Kladno – sk. A                                                 | 9                                                                                | 26                                                                               | 8                                                                                | 7                                                                                | 11                                                                               | 65                                                                               | 68                                                                               | –3                                                                               | 34                                                                               | 9.                                                                               |                        |
| 2019/20                                  | III. třída okresu Kladno – sk. A                                                 | 9                                                                                | 12                                                                               |                                                                                  |                                                                                  |                                                                                  |                                                                                  |                                                                                  |                                                                                  |                                                                                  | 10.                                                                              |                        |

### Ženy
Poslední sezónou žen v I. (nejvyšší) lize byla soutěž 2005/06.

## Osobnosti klubu
Mezi hráče klubu patřili např. Adolf Burger, Martin Čibera, jeho otec Luboš Čibera, Josef Holman, Josef Horák, Václav Mařík, Emanuel Štochl, Martin Korytko a především elitní bek Petr Hanzlík